# Bioelement
Als Bioelement oder biogenes Element wird ein chemisches Element bezeichnet, das in der lebenden Substanz von Lebewesen enthalten ist und das von diesen in anorganischer oder in organischer Form aufgenommen werden muss. Neben Kohlenstoff, Sauerstoff und Wasserstoff sind für Pflanzen die Hauptnährelemente Stickstoff, Phosphor, Schwefel, Kalium, Calcium und Magnesium lebensnotwendig. Tiere benötigen neben diesen Hauptnährelementen auch Natrium, Eisen und Chlor in größeren Mengen.
Magnesium, Natrium, Calcium, Kalium und Chlor werden dabei häufig als sogenannte Makronährstoffe zusammengefasst. Sie machen in vielen Organismen nur rund 0,1 % der organischen Substanz aus, sind aber für zentrale Funktionen unerlässlich.
Manche Bioelemente sind nur für einige Pflanzensippen lebensnotwendig. So benötigen die Chenopodiaceae Natrium, die Fabaceae mit ihren stickstofffixierenden Symbionten Kobalt, manche Farne Aluminium. Manche Tiergruppen benötigen ebenfalls besondere Bioelemente, so sind einige Arten der Strahlentierchen (Radiolaria)  für den Aufbau der Skelettelemente auf Strontium angewiesen.
Manteltiere (Tunicata) benötigen Vanadium. Silizium als das zweithäufigste Element der Erdkruste wird nur von wenigen Lebewesen benötigt, neben den Radiolarien vor allem die Kieselalgen. Süßgräser, Seggen und Palmen lagern große Mengen an Silizium ein, das drei Viertel der Gesamtasche ausmachen kann.
Neben den Hauptnährelementen benötigen Lebewesen noch etliche Elemente in geringen Mengen, die sogenannten Spurenelemente. Von manchen Autoren wird der Begriff Bioelemente synonym zu Spurenelement verwendet. Spurenelemente sind häufig Metalle, die als Cofaktoren in Enzymen enthalten sind.
Das Mengenverhältnis bestimmter Bioelemente kann für bestimmte Taxa oder bestimmte Organe und Altersstadien charakteristisch sein. So enthalten die meisten Pflanzen mehr Phosphor als Schwefel, Kreuzblütler (Brassicaceae) jedoch wesentlich mehr Schwefel als Phosphor. Salzpflanzen wie manche Chenopodiaceae, Brassicaceae und Apiaceae enthalten sehr viel Natrium, das in anderen Pflanzen meist nur in Spuren enthalten ist.